# Alexandra Wenk
Alexandra Wenk (ur. 7 lutego 1995 w Monachium) – niemiecka pływaczka, specjalizująca się w stylu motylkowym, stylu dowolnym oraz w stylu zmiennym.

## Kariera sportowa
Mistrzyni Europy z Debreczyna w sztafecie 4 × 100 m stylem zmiennym. Mistrzyni Europy juniorów z Belgradu na 100 m stylem motylkowym oraz z Helsinek w sztafetach 4 × 100 m stylem dowolnym i zmiennym. Brązowa medalistka mistrzostw świata juniorów na 100 m motylkiem.
Uczestniczka igrzysk olimpijskich w Londynie (2012) na 100 m stylem motylkowym (21. miejsce) i w sztafecie 4 × 100 m stylem zmiennym (9. miejsce).